# Domenico Flabanico
Domenico Flabanico est le 29e doge de Venise élu en 1032.

## Biographie
Domenico Flabanico est élu alors que le siège du doge est vacant depuis un an en raison de la tentative de restauration de Ottone Orseolo, 27e doge exilé à Constantinople, opération qui a suivi la destitution  de Pietro Barbolano, 28e doge. En 1032, Ottone Orseolo meurt de maladie sans pouvoir rentrer à Venise.
Domenico Flabanico s'est enrichi avec le commerce de la soie et il était probablement descendant d'une gens romaine[réf. nécessaire]. Comme doge, il essaie de résoudre l'insatisfaction populaire contre les familles nobles mais par la suite il établit son pouvoir sur l'oligarchie basé sur un conseil de noble, le futur conseil mineur de la république de Venise, qui soutient les intérêts des familles puissantes. Il favorise l'extension agricole et le renforcement de  la flotte créant ainsi de nouveaux riches et de nouvelles alliances.
Pendant son règne, il n'y eut pas de guerre. Le doge mourut de mort naturelle.